# Арутюнян, Эдуард Багратович
Эдуард Багратович Арутюнян (1926—1984) — советский диссидент, правозащитник, руководитель Армянской Хельсинкской группы, политический заключенный.

## Биография
Был экономистом, кандидатом экономических наук. Жил в Ереване.
1 апреля 1977 года было заявлено о создании Армянской Хельсинкской группы, руководителем которой стал Эдуард Арутюнян.
13 июля 1979 года Арутюнян был арестован по обвинению в «распространении заведомо ложных измышлений, порочащих советский государственный и общественный строй» (статья 206-1 Уголовного кодекса Армянской ССР, аналог статьи 190-1 УК РСФСР). Судебный процесс по его делу прошел в марте 1980 года в Верховном суде Армянской ССР. Ему инкриминировались его письма и заявления. Он признал, что Хельсинкская группа была организована по его инициативе, подтвердил свое авторство всех документов, но отказался признать свои действия преступными. В своем последнем слове на суде Арутюнян сказал, что отказывается просить что-либо у суда, так как считает это ниже своего достоинства, проклял Брежнева и советское правительство, потребовал освободить всех «узников совести», и сказал, что счастлив тем, что он — правозащитник и арестован только за то, что вел борьбу против «грязных дел советских руководителей…». 10 марта 1980 года его признали виновным и приговорили к 2,5 годам лишения свободы. Он отбывал срок в колонии общего режима в Красноярске.
После освобождения в начале 1982 года Арутюнян в течение многих месяцев не мог найти никакой работы. У него был рак легких и кожи, гепатит, почечные кровотечения, гипертония.
Несмотря на плохое состояние здоровья, 10 ноября 1982 года его вновь арестовали по статье 206-1 УК АрмССР. Его судили вместе с Сирвард Авагян и Рафаэлем Оганяном, и Верховный суд Армянской ССР 6 марта 1983 года приговорил его к 3 годам лишения свободы. В июне 1983 года его оперировали в больнице для заключенных в Барнауле, затем ещё раз, в декабре 1983 года в Ленинграде, в больнице для заключенных имени Гааза. Ему удалили одно легкое и перевели в больницу для заключенных в Оренбурге.
Но его состояние продолжало ухудшаться, и в середине 1984 года его досрочно освободили по состоянию здоровья. Он вернулся в Ереван, где умер в конце ноября или начале декабря 1984 года.